# Шарапово (деревня, Троицкий административный округ)
Шарапово — деревня в Троицком административном округе Москвы (до 1 июля 2012 года в составе Подольского района Московской области). Входит в состав поселения Краснопахорское.

## Население
| 1890 | 1899 | 1926 | 2002 | 2006 | 2010 |
| ---- | ---- | ---- | ---- | ---- | ---- |
| 88   | ↘12  | ↗93  | ↘1   | ↗2   | →2   |

Согласно Всероссийской переписи, в 2002 году в деревне проживал 1 мужчина. По данным на 2005 год в деревне проживало 2 человека.

## География
Деревня Шарапово расположена примерно в 23 км к западу от центра города Подольска. В километре к западу от деревни проходит Московское малое кольцо. Ближайший населённый пункт — деревня Шахово.

## Перспективы
Планируется строительство дублёра Калужского шоссе — автодороги Мамыри—Пенино—Шарапово.